# Université Jo Gakuin de Fukuoka
Fukuoka Jo Gakuin University (福岡女学院大学, Fukuoka jo gakuin daigaku) est une université pour femmes privée à Minami-ku, Fukuoka au Japon. 
L'université est à l'origine une école fondée en 1885 par la missionnaire méthodiste américaine Jennie Margaret Gheer qui a été agréé en tant qu'université pour jeunes pour femmes en 1964 et a proposé un programme en quatre ans en 1990.